# Acanthascus pachyderma
Acanthascus pachyderma är en svampdjursart som beskrevs av Okada 1932. Acanthascus pachyderma ingår i släktet Acanthascus och familjen Rossellidae. Inga underarter finns listade i Catalogue of Life.